# Braden Looper
Braden LaVerne Looper, född den 28 oktober 1974 i Weatherford i Oklahoma, är en amerikansk före detta professionell basebollspelare som tog brons för USA vid olympiska sommarspelen 1996 i Atlanta.
Looper spelade därefter tolv säsonger i Major League Baseball (MLB) 1998–2009. Han spelade för St. Louis Cardinals (1998), Florida Marlins (1999–2003), New York Mets (2004–2005), St. Louis Cardinals igen (2006–2008) och Milwaukee Brewers (2009). Han var pitcher och spelade totalt 670 matcher, där han var 72-65 med 103 saves med en earned run average (ERA) på 4,15.